# Cyclosa pellaxoides
Cyclosa pellaxoides là một loài nhện trong họ Araneidae.
Loài này thuộc chi Cyclosa. Cyclosa pellaxoides được Carl Friedrich Roewer miêu tả năm 1955.